# Lajes do Pico
Lajes do Pico (portugalska izgovorjava: [ˈlaʒɨʒ ðu ˈpiku]) je občina na južnem delu Azorov in na južnem delu otoka Pico. Leta 2011 je v občini živelo 4711 prebivalcev na območju 155,31 km². Meji na Madaleno na zahodu in na São Roque do Pico na severu.

## Geografija
Mesto najdemo na južni obali otoka. Teren je v severnem delu gorski in se spušča proti jugu, dokler končno ne doseže Atlantika. Edina cesta, ki povezuje severni in južni del otoka, vodi skozi gore otoka.

## Zgodovina
Prvo naselje na južnem delu otoka je bilo Penedo Negro, v zalivu Castelete (južno od mesta Lajes) okoli leta 1460. Nemirno morje je takrat dovolilo morjeplovcu Fernandu Álvares Evangelhu, da se je takrat izkrcal in on in njegov pes naj bi dolga leta zasedala zemljo v bližini grape (vzdolž zahodnega roba mesta): ime Ribeira Fernado Álvares je od tega zgodnjega kolonista. Njegovo nekdanje prebivališče je še vedno v bližini kraja. Ko so njegovi prijatelji prispeli kasneje, so se izkrcali dlje vzhodno na območju, ki so ga imenovali Santa Cruz das Ribeiras. Nekaj jih je ostalo na tem mestu, vključno z Jordão Álvares Caralto, medtem ko so ostali nadaljevali ob obali, v bližini Maréja (imenovanega po lokalnem plimskem bazenu). Poleg svojih domov so zgradili tudi majhno puščavnikovo bivališče São Pedro, kjer je bil prvi duhovnik frater Pedro Gigante, ki ga nekateri zgodovinarji štejejo za prvo osebo, ki je na otoke uvedla kasto Verdelho. 
Mesto Lajes nikoli ni prejelo forala (listine), značilne za celinska naselja. Do leta 1500 je v Lajesu živelo že več ljudi, tako da je bila leta 1501 na novo ustanovljena lokalna uprava otoka. Z listino iz 14. maja 1501 je kapitan-donatar Jôs d'Utra podelil pristojnost in pooblastilo Fernandu Álvaresu, da je dodelil dovoljenja različnim naseljencem v svojem ime, za monarhijo na Portugalskem.
```
Najprej je do leta 1542 Lajes obsegal celoten otok, ko je nastala občina São Roque do Pico in leta 1723 še Madalena. 
[
3
]
```

Po prvotni pridelavi pšeničnih in rastlin za modro barvilo, se je otok v 16. stoletju obrnil k proizvodnji vina. To je postalo glavno izvozno blago, dokler se v 19. stoletju v vinogradništvu nista pojavili pepelasto plesen in trtna uš in zelo zmanjšali nasade trte. 
Od 18. stoletja je postal najpomembnejša in najbolj znana dejavnost na otoku kitolov. Lajes do Pico je postal glavna kitolovska baza na Azorih. Leta 1984 je bil kitolov na Azorih ukinjen. Leta 1987 je bil ujet zadnji kit in leta 1988 v Lajesu odprt muzej, posvečen zgodovini kitolova. 
Leto kasneje je odprl Francoz Serge Viallelle s Espaço Talassa, prvo postajo za opazovanje kitov na Azorih v Lajes do Pico. 

## Lokalna uprava
Lajes do Pico je upravno središče občine (concelho) z istim imenom. Sesatvljajo ga naslednje skupnosti (Freguesias): Calheta de Nesquim, Lajes do Pico, Piedade, Ribeiras, Ribeirinha, São João.
Število prebivalcev:
| število prebivalcev Lajes do Pico (1849–2011) |       |      |      |      |      |      |      |      |      |
| Leto                                          | 1849  | 1900 | 1930 | 1960 | 1981 | 1991 | 2001 | 2004 | 2011 |
| Št. prebivalcev                               | 11480 | 9371 | 7796 | 8186 | 5828 | 5563 | 5041 | 4840 | 4711 |

### Pobratena mesta
- Portugalska: Machico, Madeira
- Španija: Betancuria, Fuerteventura, Kanarski otoki [6]